# Elorrio
Elorrio város Spanyolországban,  Bizkaia tartományban. Elorrio Abadiño, Atxondo, Berriz, Zaldibar, Elgeta, Bergara, Arrasate-Mondragón és Aramaio községekkel határos. Lakosainak száma 7266 fő (2024).

## Népesség
A település népessége az utóbbi években az alábbiak szerint változott:
| Lakosok száma | 7176 | 7099 | 7091 | 7227 | 7283 | 7240 | 7307 | 7372 | 7309 | 7266 |
|               | 2001 | 2004 | 2007 | 2009 | 2012 | 2014 | 2017 | 2019 | 2022 | 2024 |